# Sérgio VI de Nápoles
Sergio VI (m. 1107) foi um mestre dos soldados e duque de Nápoles de 1077 até sua morte. Era filho do senador napolitano João e sucedeu seu tio, o irmão mais velho de João, Sérgio V. Sua irmã Inmílgia casou-se com o duque Landulfo de Gaeta. Seu reinado é muito obscuro devido a pouca evidência documental.
Em vista das conquistas normandas, Sérgio reformou a relação napolitana com o Império Bizantino e recebeu o título imperial de protosebasto. Ele aparentemente deu auxílio ao príncipe normando Jordão I de Cápua quando o último quebrou sua aliança com o papa Gregório VII e fez homenagem a seu principado para o imperador Henrique IV. O papa escreveu ao príncipe Gisulfo II de Salerno solicitando que persuadisse Sérgio a deixar de apoiar Jordão e Henrique.
Por volta de 1078, Sérgio casou-se com Limpíasa, uma filha do príncipe Ricardo I de Cápua e Fressenda, filha de Tancredo de Altavila. Ele foi sucedido por seu terceiro filho, João VI, que foi co-governante em 1090.